# Musée de la chaussure de Lausanne
Le musée de la chaussure est situé à Lausanne, en Suisse.
Il a été créé en 2003 grâce aux travaux du centre de recherche de calcéologie et cuirs ancien Gentrle Craft, fondé en 1993, actif dans le domaine de l’étude, à partir des données archéologiques, des chaussures et objets en cuir anciens. Le musée expose des répliques de chaussures et d'accessoires en cuir fabriqués sur la base de fragments originaux et d'après des recherches archéologiques,. Les chaussures exposées dans la pièce unique du musée sont des reproductions de chaussures datant de la préhistoire au XVIIIe siècle.
Le musée présente également le métier de cordonnier et ses outils: alêne, pied-enclume, demi-lune, etc., matériel utilisé pour la fabrication des reproductions. Le tout fait par Marquita Volken, docteure en archéologie spécialisée dans la calcéologie

## Galerie

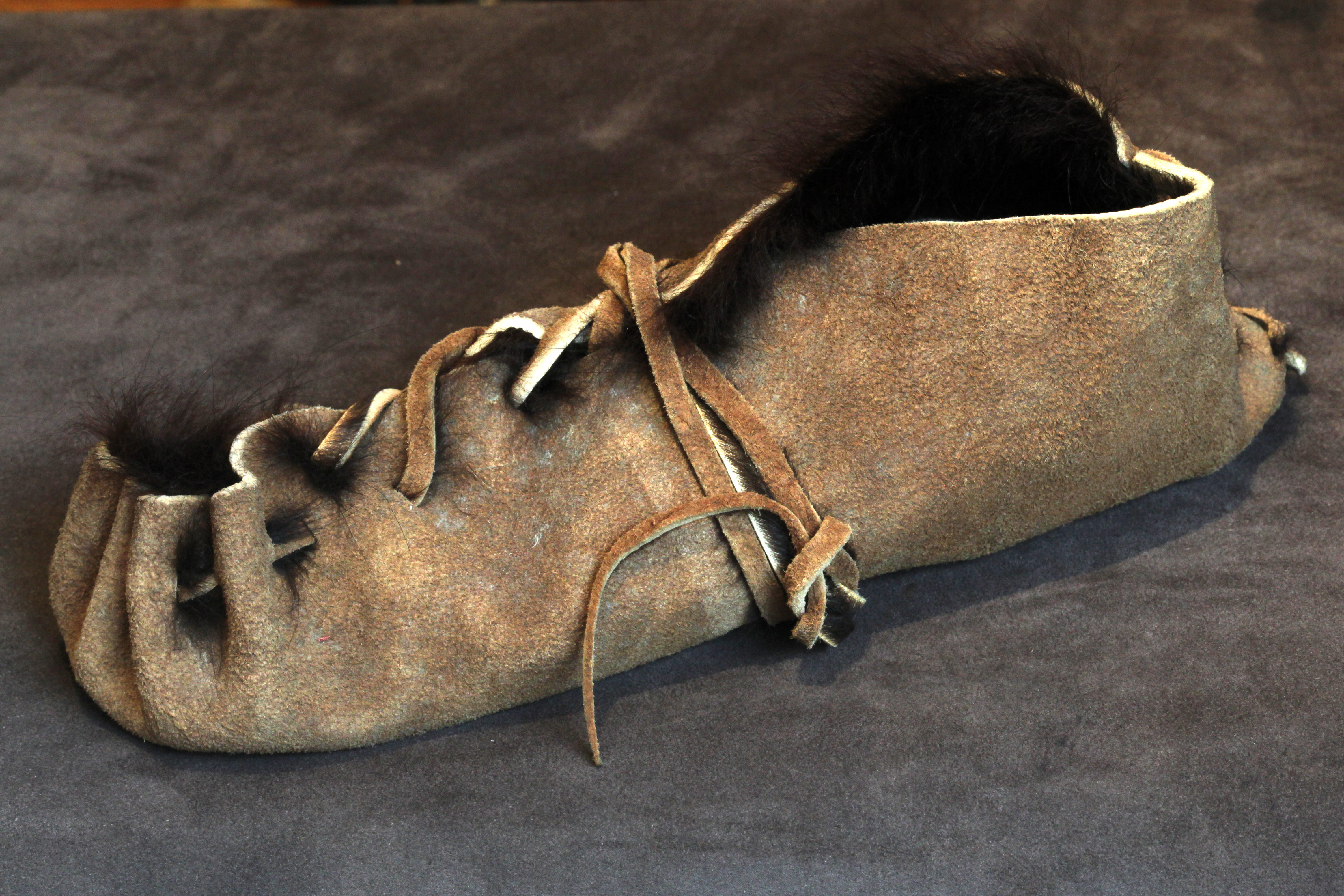
Reproduction d'une chaussure préhistorique.
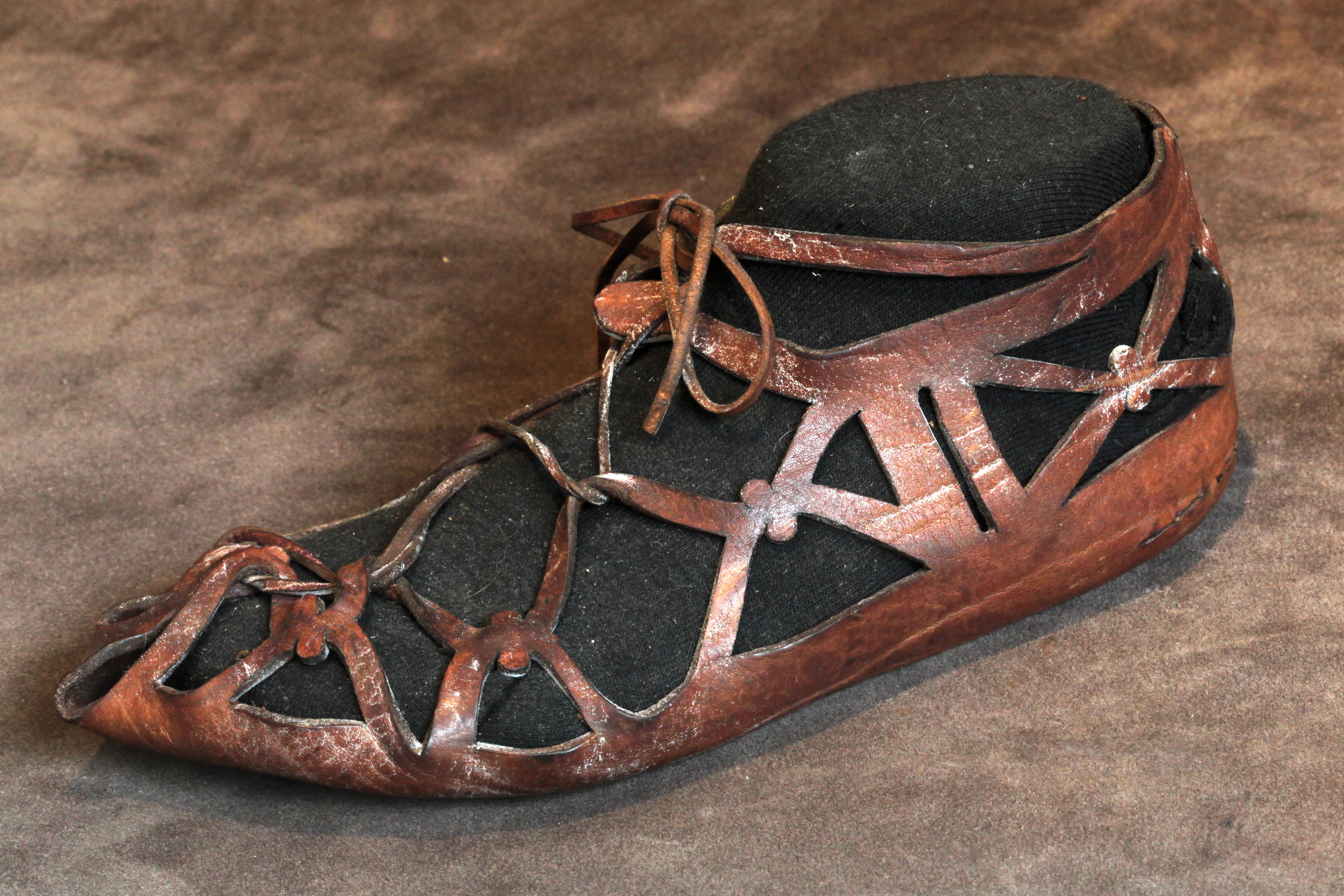
Reproduction d'une sandale du IIe siècle av. J.-C. d'après une découverte archéologique de Nimègue (Pays-Bas).
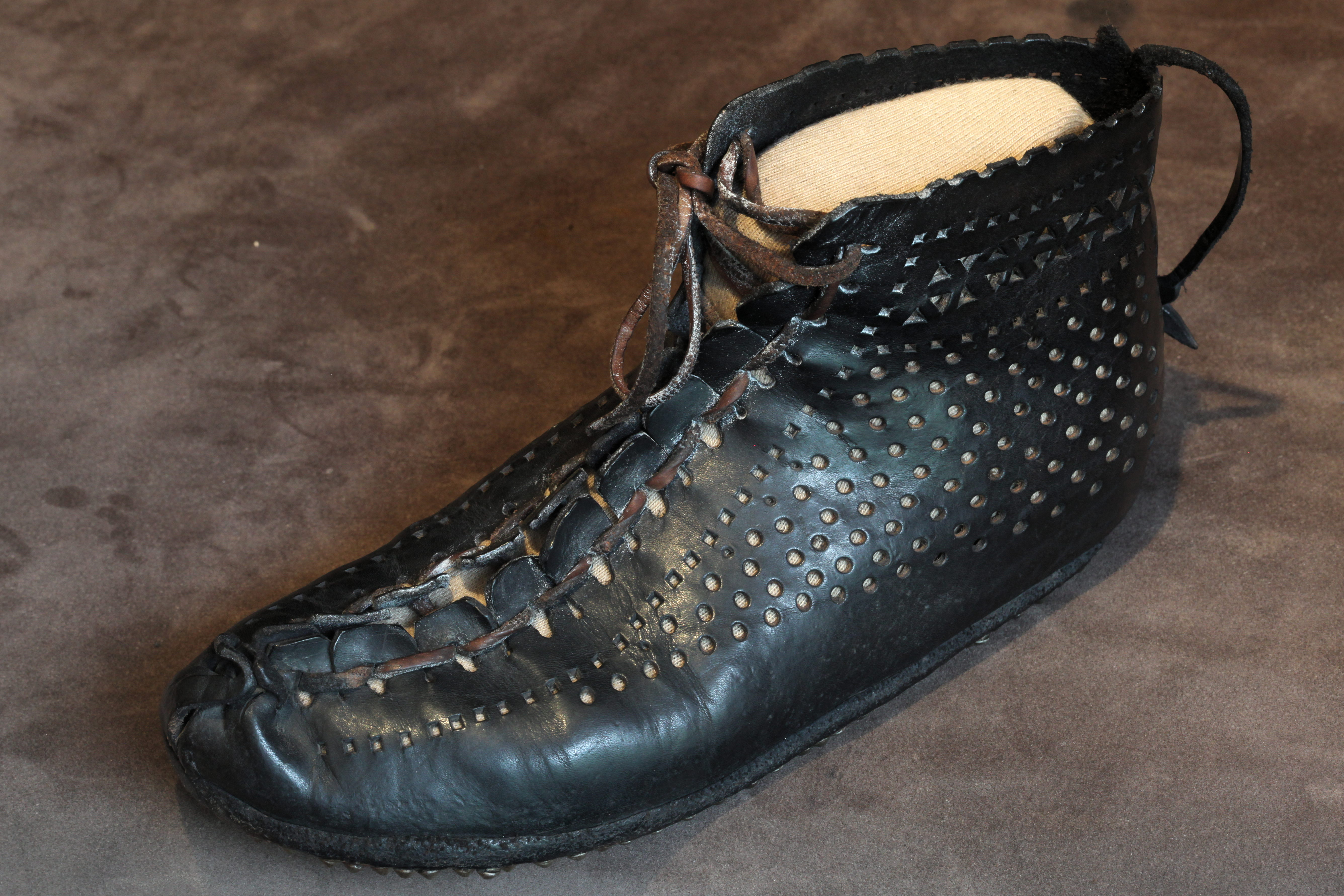
Reproduction d'une sandale d IIe siècle d'après une découverte archéologique de Cologne (Allemagne).
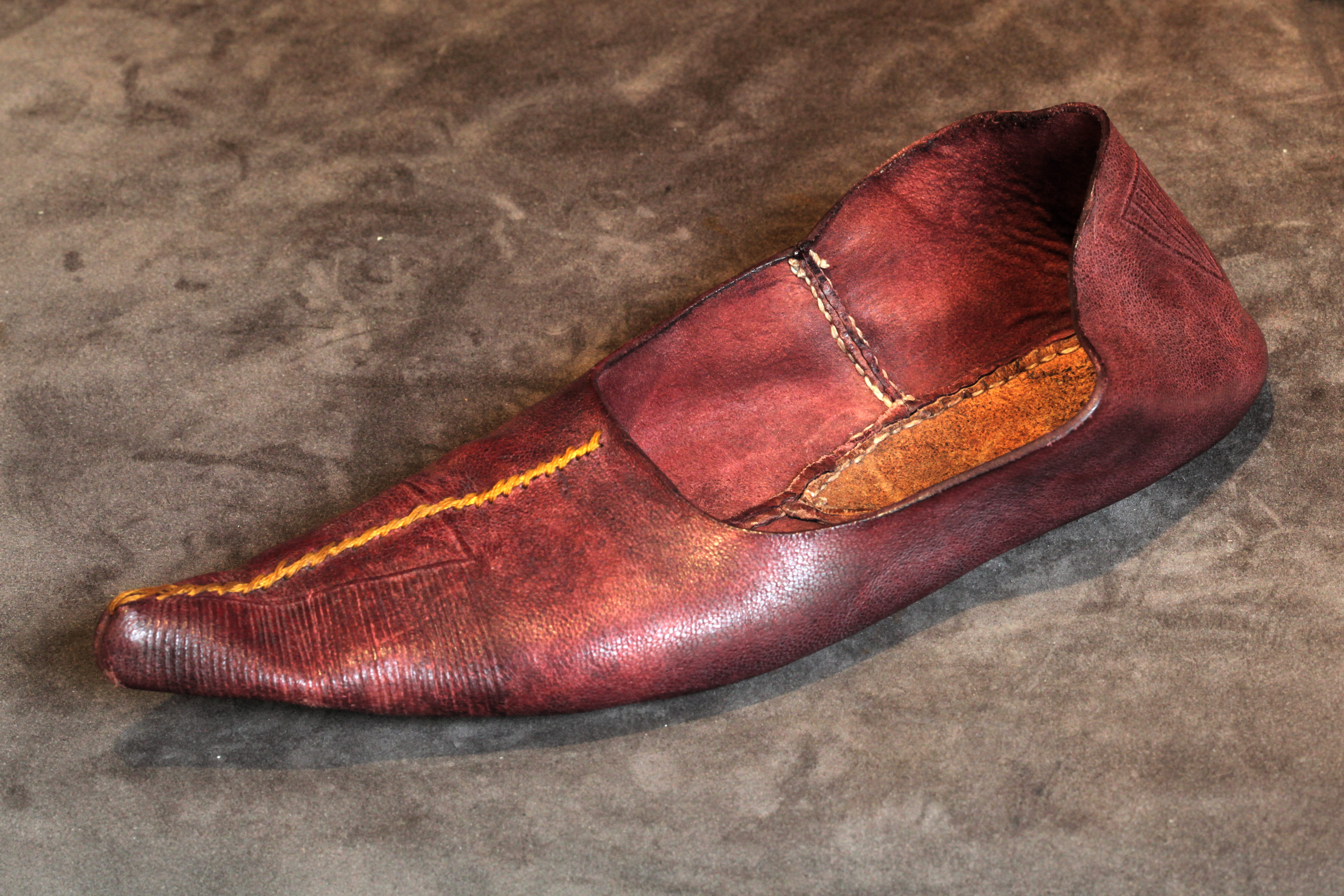
Reproduction d'une chaussure datant environ de 580, d'après une découverte française.
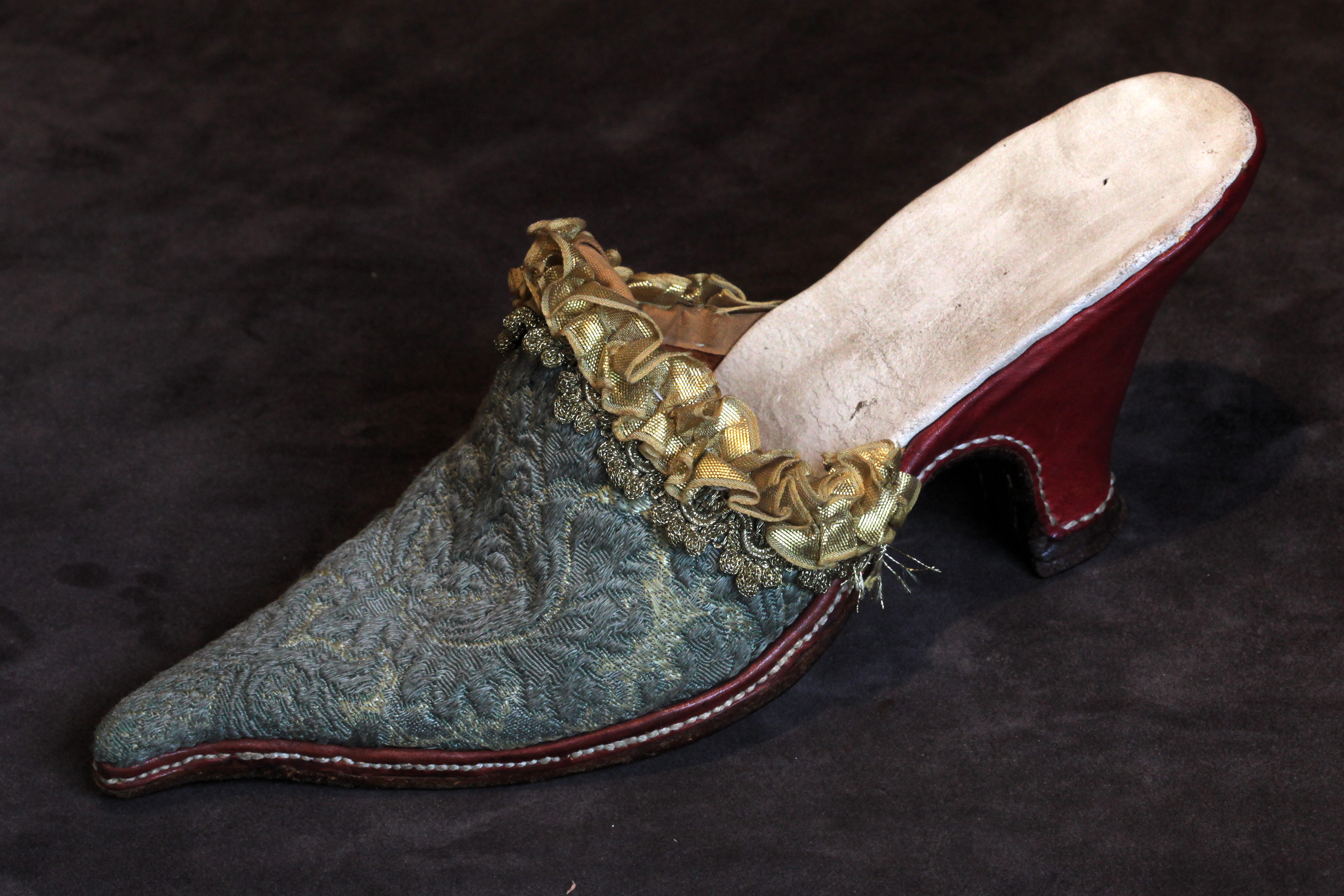
Reproduction d'une chaussure du XVIIIème.